# Orson Hodge
Orson Hodge is een personage uit de Amerikaanse televisieserie Desperate Housewives, gespeeld door Kyle MacLachlan.

## Verhaallijn
Orson is opgegroeid in een zeer religieus gezin. Toen hij 16 was, had zijn vader een affaire met een andere vrouw. Toen dit uitkwam, veroorzaakte dit een grote rel in de lokale kerkgemeenschap en werd hij hierdoor depressief. Op een dag vroeg zijn moeder om bij zijn vader te blijven, maar dat deed hij niet: hij had zelf plannen. Terug thuisgekomen blijkt zijn vader zelfmoord gepleegd te hebben, en dat heeft zijn moeder Gloria hem nooit vergeven. Hierdoor geraakt hij in een nog zwaardere depressie en wordt hij opgenomen in een psychiatrische instelling. Eenmaal hij hieruit wordt ontslagen, gaat hij studeren: hij wordt tandarts.
Hij leerde zijn ex-vrouw Alma kennen en toen hij haar zwanger maakte, moest hij van zijn moeder met haar trouwen. Hij zag haar echter nooit graag genoeg en is toen een relatie begonnen met Monique Pollier. Alma komt hier snel achter en neemt wraak door haar eigen dood te faken. Maar de reactie van zijn moeder is nog erger: voor haar is tot de dood ons scheidt geen loze belofte en vermoord Monique. Orson komt binnen bij Monique net nadat zijn moeder haar vermoord heeft. Zij eist dat hij haar helpt om het lijk te verbergen, want ‘hij is haar nog wat verschuldigd” (verwijzende naar de dood van zijn vader). Maar Mike Delfino was net bezig met het herstellen van haar gootkraan. Orson stuurt hem de deur uit.
Maar enkele maanden later leert Orson (via Susan) Bree kennen, en Mike woont toevallig in dezelfde straat. Om Mike het zwijgen op te leggen, rijdt hij Mike omver zodat deze in een coma geraakt.
Orson en Bree trouwen vrij snel, maar er duiken al snel allerlei bezwarende elementen tegen Orson op: zo wordt het lijk van Monique gevonden (waarvan hij beweert ze niet te kennen) en wordt hij meerdere malen door de politie ondervraagd. Maar dan duikt Alma opeens weer op: ze wil, samen met Gloria, Orson terugwinnen- goedschiks of kwaadschiks. Ze proberen samen Orson te verkrachten- maar dat mislukt. Gloria gaat nog een stap verder: zij wil Bree vermoorden om Orson zo terug bij Alma te krijgen. Maar Orson kan nog net op tijd, samen met Andrew, Bree redden.
Na al deze heibel beslist Orson dat het tijd is voor een echte huwelijksreis met Bree. Maar dat is buiten Danielle, zijn stiefdochter, gerekend: zij is namelijk zwanger (van Austin McCann). Ze nemen haar mee op ‘huwelijksreis’, maar wordt in een streng klooster gestoken waar ze moet blijven tot ze bevallen is.
Bree heeft geëist dat Orson zichzelf zou aangeven vanwege de aanrijding van Mike. Hierdoor heeft Orson een lange tijd in de gevangenis gezeten. Toen aan het licht kwam dat Andrew mama Solis had aangereden, vond Orson het hypocriet van Bree dat ze het niet wilde aangeven en vroeg een scheiding aan. In seizoen 8 keerde hij terug.